# Vîșnivka, Baranivka
Vîșnivka (în ucraineană Вишнівка) este un sat în comuna Zeremlea din raionul Baranivka, regiunea Jîtomîr, Ucraina.

## Demografie
Componența lingvistică a localității Vîșnivka
     Ucraineană (97,3%)
     Rusă (2,7%)
Conform recensământului din 2001, majoritatea populației localității Vîșnivka era vorbitoare de ucraineană (97,3%), existând în minoritate și vorbitori de rusă (2,7%).